# صادق گنجی
صادق گنجی (۱۳۴۲–۲۸ آذر ۱۳۶۹) رایزن فرهنگی جمهوری اسلامی ایران در پاکستان بود که در سال ۲۸ آذر ۱۳۶۹ ترور شد.

## زندگی‌نامه و فعالیت ها
صادق گنجی در فسا به دنیا آمد و در تحصیلات مقطع راهنمایی را در مدرسه ارشاد برازجان و تحصیلات متوسطه را در دبیرستان شهید بهشتی برازجان گذراند، پس از اتمام دوران دبیرستان راهی تهران شد و در مدرسه‌عالی و دانشگاه شهید مطهری به تحصیل علوم دینی پرداخت. در زمان جنگ با عراق به مدت بیست ماه در جبهه‌های مختلف حضور یافت. مدتی عضو هیئت گزینش کشتیرانی جمهوری اسلامی بود سپس برای چند ماه در وزارت ارشاد مشغول شد. در سال ۱۳۶۳ ازدواج کرد. او در سال ۱۳۶۵ در شهر لاهور پاکستان، مسئولیت نمایندگی فرهنگی جمهوری اسلامی ایران شد.
گنجی مسئولیت وابسته فرهنگی و مسئول خانه فرهنگ سرکنسولگری ج.ا.ایران در لاهور پاکستان را از سال ۱۳۶۵ تا ۱۳۶۹ بر عهده داشت و در زمان فعالیت در پاکستان از نفوذ زیادی در میان گروه‌های شیعه و سنی برخوردار بود.

## درگذشت
وی روزهای پایانی مأموریت خود را بعنوان وابسته فرهنگی ایران در لاهور پاکستان می‌گذراند و در آستانه مراسم تودیعی که روز ۲۸ آذرماه ۱۳۶۹ شمسی در لاهور پاکستان توسط شاعران و نویسندگان پاکستانی برپا کرده بودند توسط شاخه نظامی سپاه صحابه جلو درب هتلی که محل برگزاری مراسم تودیع او بود ترور شد. به دنبال این اقدام تروریستی، دو متهم از جمله شخصی به نام حق‌نواز دستگیر شدند. حق‌نواز به عنوان قاتل صادق گنجی در روز ۱۰ اسفند ۱۳۷۹ توسط دولت وقت پاکستان اعدام شد.

## آثار
وی در مدت حضورش در پاکستان چندین اثر از جمله مسیحیت و شیعه در پاکستان، زن در پاکستان، شخصیت‌های پاکستان، احزاب و گروه‌های پاکستان، پاکستان و چگونگی فعالیت آمریکا در این کشور و آموزش و پرورش پاکستان را به چاپ رساند.
وی در کنار زبان‌های انگلیسی و عربی، به اردو نیز تسلط داشت و به این زبان شعر هم می‌گفت.